# NVPI
A NVPI (Nederlandse Vereniging van Producenten en Importeurs van beeld- en geluidsdragers) é uma associação que representa os interesses da indústria musical nos Países Baixos. A organização representa a maioria das gravadoras neerlandesas, das distribuidoras de filmes e das distribuidoras de video games nos Países Baixos.
A NVPI foi formada em 1973 como representante das gravadoras neerlandesas. Em 1983, as distribuidoras de filmes foram incluídas na associação e, em 1996 os produtores de software de entretemento. Cada divisão possui o seu próprio conselho. As três divisões formam juntas uma federação. A NVPI representa tanto as pequenas como as grandes gravadoras independentes.